# Kurzamra
Kurzamra  é um gênero botânico da família Lamiaceae.

## Espécies
Kurzamra pulchella

## Nome e referências
Kurzamra Kuntze